# Калюжный, Виктор Михайлович
Виктор Михайлович Калюжный (род. 26 октября 1934, Львовские Отрубы) — украинский советский комбайнер, новатор сельскохозяйственного производства.

## Биография
Родился 26 октября 1934 года в селе Львовские Отрубы (ныне — Бериславский район Херсонской области). С 1956 года работал комбайнером совхоза «Украина» Бериславского района.
Член КПСС с 1964 года.
В 1973 году намолотил комбайном «Колос» 15107 ц зерна. В 1975 году возглавляемый им первый в Херсонской области комплексной уборочный отряд (5 комбайнов СК-4 и 1 — «Колос») скосил и обмолотил зерновые с 1105 га за 120 рабочих часов, а сам комбайном «Колос» намолотил 20888 ц зерна, в 1978 году за сезон намолотил 21970 ц (небывалый в то время показатель).
Избирался делегатом XXIV съезда КПСС.
Автор книги «Четверть века за штурвалом» Киев: Урожай, 1986.

## Награды
- Герой Социалистического Труда (1973);
- три ордена Ленина;
- орден Трудового Красного Знамени.